# Jan Zagozda
Jan Marian Zagozda (ur. 3 maja 1930, zm. 21 listopada 2018 w Warszawie) – polski dziennikarz radiowy i popularyzator muzyki.

## Życiorys

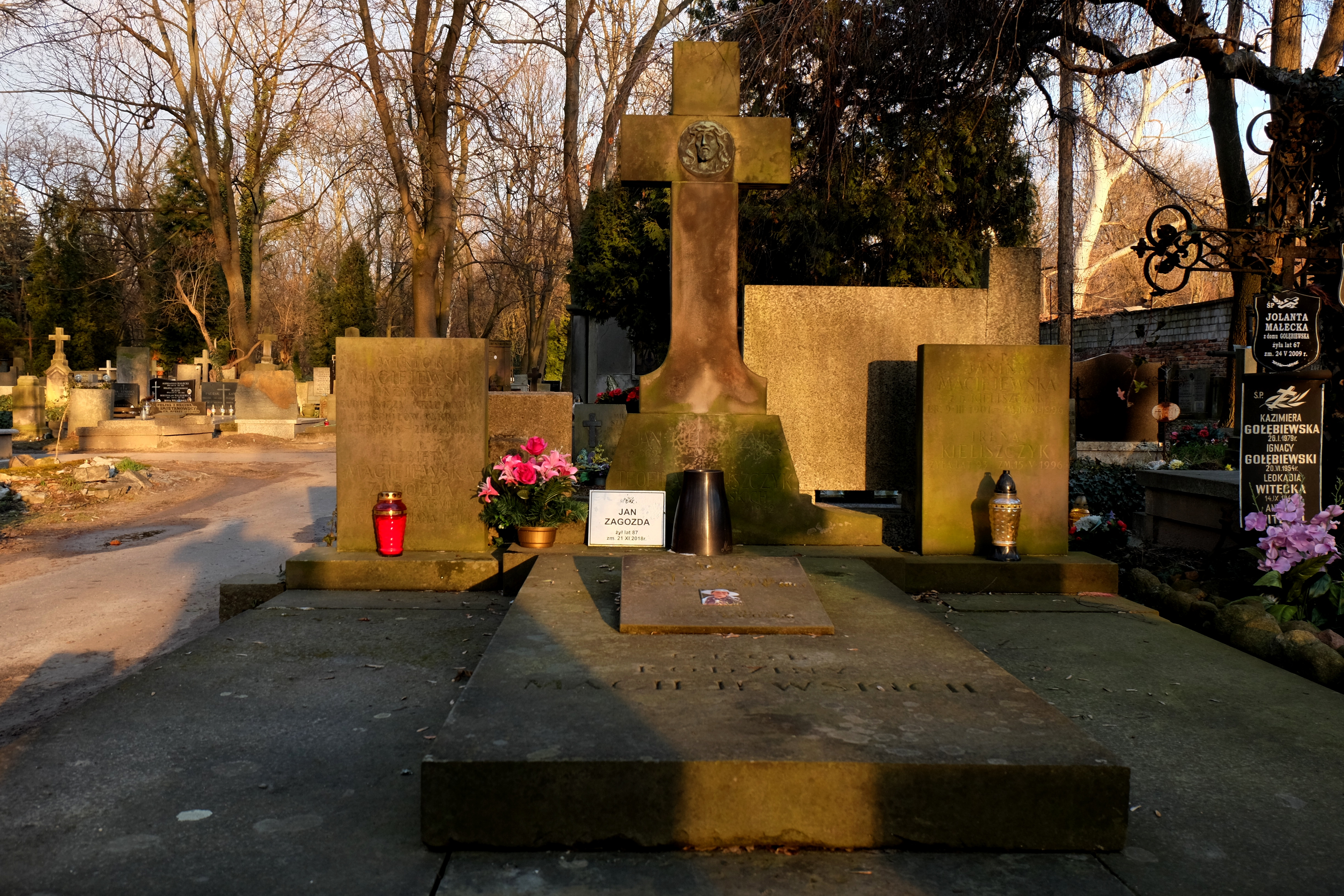
Grób Jana Zagozdy na cmentarzu Powązkowskim w Warszawie

Był absolwentem Politechniki Warszawskiej ze specjalizacją radiofonia. Pracę w Polskim Radiu zaczął 1 października 1953 jako dyżurny inżynier obiektu. Do prowadzenia audycji radiowych namówił go Jerzy Kordowicz, debiutował w 1975. Prowadził szereg audycji przypominających dawne przeboje, w tym szlagiery międzywojnia. W latach 90. XX wieku utworzył znany duet radiowy z Danutą Żelechowską, wspólnie z którą prowadził audycję Mijają lata, zostają piosenki. W ostatnich latach życia Danuty Żelechowskiej (zm. 2015) prowadzili wspólnie także cykl audycji Słodkie radio retro i Wspomnienia pisane dźwiękiem. Sam prowadził audycję Lubię szum starej płyty.
Był konsultantem muzycznym filmu dok. Kresy (1998) w reż. Jarosława Sypniewskiego i filmu fabularnego Miasto 44 (2014) w reż. Jana Komasy.
W uznaniu dorobku zawodowego oboje zostali wyróżnieni między innymi Złotymi Liśćmi Retro przyznanymi im podczas Festiwalu Piosenki Retro im. Mieczysława Fogga organizowanego przez Wojciecha Dąbrowskiego, Polskie Radio wyróżniło ich statuetką Złotego Mikrofonu, natomiast w 2006 otrzymali nagrodę specjalną Ministra Kultury i Dziedzictwa Narodowego.
Zmarł w Warszawie, urna z prochami została złożona 30 listopada 2018 na cmentarzu Powązkowskim (kwatera 343-4-1,2).

## Ordery i odznaczenia
- Krzyż Kawalerski Orderu Odrodzenia Polski (29 listopada 2000)[12]
- Srebrny Medal „Zasłużony Kulturze Gloria Artis” (24 sierpnia 2016)[13]

## Nagrody i wyróżnienia
- Nagroda ZAiKS-u za popularyzację polskiej twórczości rozrywkowej (2000)[14]
- Złote Liście Retro przyznane podczas Festiwalu Piosenki Retro im. Mieczysława Fogga (2004)
- Złoty Mikrofon Polskiego Radia (2005)
- Nagroda Specjalna Ministra Kultury i Dziedzictwa Narodowego za audycję w Programie 1 Polskiego Radia Mijają lata, zostają piosenki (2006)
- Odznaka 30-lecia Towarzystwa Miłośników Lwowa i Kresów Południowo-Wschodnich (pośmiertnie 2018)[15]